# Seznam zahraničních velvyslanectví v Ománu
Seznam zahraničních velvyslanectví v Ománu.

## Velvyslanectví
Zdroj: 
- Afghánistán
- Alžírsko
- Bahrajn
- Bangladéš
- Brunej
- Čína
- Filipíny
- Francie
- Indie
- Itálie
- Írán
- Japonsko
- Jemen
- Jižní Afrika
- Jižní Korea
- Jordánsko
- Katar
- Kuvajt
- Libanon
- Malajsie
- Maroko
- Německo
- Nizozemsko
- Pákistán
- Palestina
- Rakousko
- Rusko
- Saúdská Arábie
- Senegal
- Somálsko
- Spojené arabské emiráty
- Spojené království
- Spojené státy americké
- Srí Lanka
- Súdán
- Sýrie
- Španělsko
- Tanzanie
- Thajsko
- Tunisko
- Turecko